# Rubus arvensis
Rubus arvensis är en rosväxtart som beskrevs av Liberty Hyde Bailey. Rubus arvensis ingår i släktet rubusar, och familjen rosväxter. Inga underarter finns listade i Catalogue of Life.